# Fang Gan
Fang Gan (方干; 809–888), también conocido como Fang Xiongfei (雄飞) y Xuanying (玄英), fue un poeta de la dinastía Tang.

## Biografía
El padre de Fang, Fang Su (方肅), fue un jinshi y magistrado con sede en Hangzhou que fundó el Clan Fang de la Nube Blanca (白雲方氏) en White Cloud Village, Tonglu, Zhejiang. Según el Jianjie lu (鑑誡錄 del siglo X) o Registros de Advertencias, Fang Gan era el decimocuarto hijo de su familia. Fue apodado «Fang Sanbai» (方三拜, literalmente «Fang Tres Postraciones») debido a su idiosincrasia de inclinarse tres veces ante quien conocía. A pesar de tener talento académico, reprobó el examen imperial más de diez veces, aparentemente debido a su labio leporino que, en opinión de los examinadores, desacreditaría a la academia china.
Fang se sometió con éxito a una cirugía para su labio leporino aproximadamente una década después de retirarse a Jinghu. Según un poema del poeta de la dinastía Song Xu Tianyou (徐天佑), titulado «Fan Gan Dao» (方幹島) o «Isla de Fan Gan», esta operación tuvo lugar alrededor del año 880. Ahora conocido como «Buchun Xiansheng» (補唇先生) o «Sr. Labio Arreglado», Fang pasó sus últimos años en un retiro de montaña local  Fang era un destacado jugador de guqin, y disfrutaba pescando y bebiendo en su tiempo libre.
Fang escribió innumerables poemas durante su vida, trescientos setenta de los cuales fueron conservados por uno de sus protegidos y posteriormente publicados en una antología de diez juan por Wang Zan (王贊). Tras una campaña popular contra «Qu mingru» (屈名儒) o «injusticia hacia los eruditos destacados», Fang fue reconocido póstumamente como un candidato imperial exitoso. Así dice un proverbio chino sobre el reconocimiento póstumo: «Shenhou shi Fang Gan» (身後識方干) o «No fue reconocido Fan Gan hasta después de su muerte».

### Citas
1. ↑  Ma, 2000, p. 495.
2. ↑  Kim, 2022, p. 274.
3. ↑  Kim, 2022, pp. 273–274.
4. ↑  Ma, 2000, p. 492.
5. 1 2  Ma, 2000, p. 493.
6. ↑  Ma, 2000, p. 496.
7. ↑  Li, 2022, p. 84.
8. ↑  Vrebos, 1992, p. 148.
9. ↑  Nugent, 2019, p. 1152.
10. ↑  Ma, 2000, pp. 493–495.
11. ↑  Rohsenow, 2003, p. 134.

### Obras citadas
- Kim, Najung (2022). «Qian Xuan's 'Dwelling in the Floating Jade Mountains' and Song Loyalism». Journal of Song-Yuan Studies 51: 261-303. doi:10.1353/sys.2022.0011.
- Li, Xifan (2022). A General History of Chinese Art: Sui and Tang Dynasties. De Gruyter. ISBN 9783110790955.
- Ma, Kan-Wen (2000). «Hare-Lip Surgery in the History of Traditional Chinese Medicine». Medical History 44 (4): 489-512. PMC 1044324. PMID 11155720. doi:10.1017/S0025727300067090.
- Nugent, Christopher M. B. (2019). «Literary Collections in Tang Dynasty China».  En Paul W. Kroll, ed. Critical Readings on Tang China 3. Brill. pp. 1126-1170. ISBN 9789004380196.
- Rohsenow, John S. (2003). ABC Dictionary of Chinese Proverbs. University of Hawaii Press. ISBN 9780824827700.
- Vrebos, J. (1992). «Harelip Surgery in Ancient China: Further Investigations». Plastic and Reconstructive Surgery 89 (1): 147-150. PMID 1727249. doi:10.1097/00006534-199289010-00033.

## Lectura adicional
- Egan, Ronald (2021). «Poems on Painting from the High Tang to Later Tang Periods». Early Medieval China 2021 (27: Essays in Honor of Pauline Yu on the Occasion of Her Retirement): 19-44. doi:10.1080/15299104.2021.1974732.

- Datos: Q45384903